# Ludwik Jażdżewski
Ludwik Józef Kalasanty Jażdżewski (ur. 10 lutego 1838 w Poznaniu, zm. 23 stycznia 1911 w Berlinie) – polski ksiądz katolicki, teolog i polityk mniejszości polskiej w Cesarstwie Niemieckim.

## Życiorys
Urodził się jako syn Piotra Jażdżewskiego i Antoniny z domu Stolińskiej. Uczęszczał do poznańskiego Gimnazjum Marii Magdaleny. Wstąpił do seminarium duchownego w Poznaniu, potem do seminarium w Gnieźnie. Rozpoczął studia doktoranckie na Uniwersytecie Ludwika i Maksymiliana w Monachium, które ukończył doktoratem w roku 1861. Święcenia kapłańskie otrzymał 25 maja 1861. Następnie odbył podróż po krajach Europy. 
Po powrocie został katechetą w Poznaniu, Poniecu i Krotoszynie, a następnie kaznodzieją w warszawskiej Katedrze św. Jana. Wykładał też egzegezę w warszawskim seminarium. Po powstaniu styczniowym pozbawiony tych urzędów dwa lata spędził jako misjonarz apostolski w Anglii, pracując jako duszpasterz emigracji polskiej. Stamtąd udał się do Rzymu, a gdy w 1865 roku wrócił do zaboru pruskiego, arcybiskup Ledóchowski powierzył mu probostwo w Zdunach. Od roku 1890 był proboszczem w Środzie Wielkopolskiej. 
Opublikował 1861 w Ratyzbonie pracę Zeno, Veronensis episcopus, a także teksty kazań. Był członkiem Towarzystwa Historyczno-Literackiego w Paryżu. 
Od roku 1874 do końca życia był posłem do pruskiej Izby Deputowanych, a w latach 1890–1898 także członkiem frakcji polskiej w Reichstagu. 
Został pochowany w Środzie Wielkopolskiej.